# Teacher I Need You
Teacher I Need You è un brano scritto ed interpretato dall'artista britannico Elton John; il testo è di Bernie Taupin.
Proveniente dall'album del 1972 Don't Shoot Me I'm Only the Piano Player (del quale è la seconda traccia), a detta di Elton ricorda molto lo stile di Bobby Vee . Nella intro è particolarmente udibile il pianoforte suonato da John, mentre per tutto il ritornello spiccano gli spettacolari cori di Davey Johnstone, Dee Murray e Nigel Olsson, i quali avevano già formato da alcuni mesi la Elton John Band. È essa, infatti, ad accompagnare Elton in tutti i brani (insieme, occasionalmente, a musicisti professionisti) e non più quotati session men, come accadeva invece nei primi lavori dell'artista.
Il testo di Taupin ricrea perfettamente, all'interno del brano, la tipica atmosfera scolastica.